# Mikaszewicze (stacja kolejowa)
Mikaszewicze (biał. Мікашэвічы, ros. Микашевичи) – stacja kolejowa w miejscowości Mikaszewicze, w rejonie łuninieckim, w obwodzie brzeskim, na Białorusi. Leży na linii Homel - Łuniniec - Żabinka.
Stacja powstała w XIX w. na linii drogi żelaznej poleskiej. W dwudziestoleciu międzywojennym była polską stacją graniczną na granicy ze Związkiem Sowieckim. Docierały do niej pociągi relacji Brześć nad Bugiem - Mikaszewicze z wagonami bezpośrednimi z Warszawy Wileńskiej. Po stronie sowieckiej stacją graniczną były Żytkowicze. Pasażerski ruch transgraniczny był prowadzony, z wyjątkiem pierwszych lat po odzyskaniu przez Polskę niepodległości. W stronę Sowietów pociągi z Mikaszewicz docierały do Homla.